# Drama Total Gira Mundial
Drama Total Gira Mundial es la tercera temporada de la franquicia de Drama Total que comenzó con Isla del drama y Luz, drama, acción. El desarrollo de la serie fue encargada por Teletoon a los productores, Fresh TV, Inc. Los elementos de la temporada y la estructura de la trama se basan principalmente en The Amazing Race, y el episodio de la semifinal es una parodia directa de las telerrealidades.
En esta serie, quince concursantes que regresan y tres concursantes nuevos son llevados a un viaje alrededor del mundo y compiten en desafíos culturales temáticos de los países que visitan. Un giro adicional en esta temporada es que se les exige que comiencen espontáneamente a cantar, o de lo contrario se los elimina inmediatamente. El reparto original de esta temporada no compite en la siguiente, Drama Total: La Venganza de la Isla, ya que hay un nuevo elenco. Sin embargo, nueve de estos concursantes originales tienen un cameo en la próxima temporada, mientras que siete vuelven a competir en la quinta temporada, Total Drama All-Stars. Esta serie está clasificada como TV-PG-D en los Estados Unidos y Australia.
Una serie spin-off teniendo la misma característica que esta temporada, La Carrera Alucinante, se estrenó en septiembre de 2015.
Las canciones presentadas en esta temporada van desde la discografía inspirada por ABBA, pasando por R&B, y música clásica.

## Trama
Al igual que en las temporadas anteriores, quince participantes que regresaron y tres nuevos (Alejandro, Sierra y Blaineley) participaron en una competencia basada en la eliminación para obtener gran premio de C$1 000 000, dirigido por el presentador Chris McLean (Christian Potenza).
En esta temporada, los concursantes son llevados por todo el mundo a través de desafíos internacionales y se les exige que comiencen a cantar cada vez que Chris haga sonar un timbre especial o se enfrenten a una eliminación instantánea. Hay 30 canciones en total, y cada episodio tiene lugar en una ubicación diferente.
Cuando los concursantes son eliminados, toman el "Salto de la vergüenza" saltando en paracaídas desde el avión en el que tienen lugar las ceremonias de eliminación. Cuando son eliminados, pierden la oportunidad de ganar el millón de dólares (aunque dicha eliminación puede no ser permanente) y son obligados a regresar a casa.
El ganador de Drama Total Gira Mundial es Alejandro en Canadá, mientras que Heather es la finalista. Sin embargo, en la versión estadounidense y en la versión de iTunes, Heather es la ganadora. Beth, Eva, Geoff, Justin, Katie, Sadie y Trent no vuelven a competir; en su lugar, aparecen en el especial posterior, sentados en la galería de maní y en el último episodio mientras animan a los finalistas, Alejandro y Heather.
Sin embargo, como se dijo varias veces en las siguientes temporadas, nunca hubo un ganador claro, ya que el dinero fue arrojado a un volcán por Ezequiel, haciendo que el dinero se convirtiera en cenizas. Esta es la segunda temporada (la primera es Isla del drama) en la serie donde ningún concursante gana nada.
Toda la estructura y elementos de la trama de esta temporada se expande en una serie relacionada llamada Drama Total Presenta: La Carrera Alucinente, que se emitió en 2015. Esta serie también tiene lugar en todo el mundo y también presenta dieciocho competidores (equipos) como en Drama Total Gira Mundial, sin embargo Gira Mundial todavía estaba organizado como Survivor, mientras que La Carrera Alucinente se basó en The Amazing Race.

## Personajes
| Concursante | Equipo original  | Equipo primario  | Pre fusión       | Fusión | Lugar    |
| ----------- | ---------------- | ---------------- | ---------------- | ------ | -------- |
| Duncan      | N/A              |                  |                  |        | Abandona |
| Ezekiel     | Equipo Victoria  | Equipo Victoria  | 18.º             |        |          |
| Harold      | Equipo Victoria  | Equipo Victoria  | 17.º             |        |          |
| Bridgette   | Equipo Victoria  | Equipo Victoria  | 16.º             |        |          |
| Leshawna    | Equipo Victoria  | Equipo Victoria  | 15.º             |        |          |
| Lindsay     | Equipo Victoria  | Equipo Victoria  | 14.º             |        |          |
| Izzy        | Equipo Amazónico | Equipo Chris     | 13.º             |        |          |
| DJ          | Equipo Victoria  | Equipo Victoria  | 12.º             |        |          |
| Noah        | Equipo Chris     | Equipo Chris     | Equipo Chris     | 11.º   |          |
| Tyler       | Equipo Chris     | Equipo Chris     | Equipo Chris     | 10.º   |          |
| Gwen        | Equipo Amazónico | Equipo Amazónico | Equipo Amazónico | 9.º    |          |
| Owen        | Equipo Chris     | Equipo Chris     | Equipo Chris     | Fusión | 8.º      |
| Blaineley   |                  |                  |                  | Fusión | 7.º/6.º  |
| Courtney    | Equipo Amazónico | Equipo Amazónico | Equipo Amazónico | Fusión | 7.º/6.º  |
| Duncan      | N/A              |                  | Equipo Chris     | Fusión | 5.º      |
| Sierra      | Equipo Chris     | Equipo Amazónico | Equipo Amazónico | Fusión | 4.º      |
| Cody        | Equipo Amazónico | Equipo Amazónico | Equipo Amazónico | Fusión | 3.º      |
| Alejandro   | Equipo Chris     | Equipo Chris     | Equipo Chris     | Fusión | 1.º/2.º  |
| Heather     | Equipo Amazónico | Equipo Amazónico | Equipo Amazónico | Fusión | 1.º/2.º  |

## Tabla de eliminación
| 1/2 |  |           | Alejandro | CONT. | CONT.  | CONT. | GANA   | GANA  | GANA  | CONT.  | CONT.  | CONT.  | GANA  | GANA  | CONT. | CONT. | CONT. | CONT.  | GANA   | GANA  | CONT. | CONT.  | CONT. | GANA   | CONT. | ELIM.  | CONT. | CONT. | FINAL |  |  |  |  |  |  |  |  |  |  |  |  |  |  |  |  |  |  |  |  |  |  |  |  |  |  |  |  |  |  |  |  |  |  |  |  |  |  |  |  |  |  |
| 1/2 |  |           | Heather   | CONT. | GANA   | GANA  | CONT.  | GANA  | CONT. | GANA   | ELIM.  | GANA   | CONT. | CONT. | CONT. | GANA  | GANA  | GANA   | CONT.  | CONT. | CONT. | RIESGO | CONT. | RIESGO | GANA  | CONT.  | CONT. | GANA  | FINAL |  |  |  |  |  |  |  |  |  |  |  |  |  |  |  |  |  |  |  |  |  |  |  |  |  |  |  |  |  |  |  |  |  |  |  |  |  |  |  |  |  |  |
| 3   |  |           | Cody      | CONT. | GANA   | GANA  | CONT.  | GANA  | CONT. | GANA   | CONT.  | GANA   | CONT. | CONT. | CONT. | GANA  | GANA  | GANA   | CONT.  | CONT. | CONT. | CONT.  | CONT. | CONT.  | CONT. | RIESGO | CONT. | CONT. | ELIM. |  |  |  |  |  |  |  |  |  |  |  |  |  |  |  |  |  |  |  |  |  |  |  |  |  |  |  |  |  |  |  |  |  |  |  |  |  |  |  |  |  |  |
| 4   |  |           | Sierra    | CONT. | GANA   | GANA  | CONT.  | GANA  | CONT. | GANA   | RIESGO | GANA   | CONT. | GANA  | CONT. | GANA  | GANA  | GANA   | CONT.  | CONT. | CONT. | RIESGO | GANA  | RIESGO | ELIM. | EXP.   |       |       |       |  |  |  |  |  |  |  |  |  |  |  |  |  |  |  |  |  |  |  |  |  |  |  |  |  |  |  |  |  |  |  |  |  |  |  |  |  |  |  |  |  |  |
| 5   |  |           | Duncan    | ABAN. |        |       |        |       |       |        |        |        |       |       |       | CONT. | ELIM. | RIESGO | GANA   | GANA  | CONT. | GANA   | CONT. | ELIM.  |       |        |       |       |       |  |  |  |  |  |  |  |  |  |  |  |  |  |  |  |  |  |  |  |  |  |  |  |  |  |  |  |  |  |  |  |  |  |  |  |  |  |  |  |  |  |  |
| 6   |  |           | Courtney  | CONT. | GANA   | GANA  | CONT.  | GANA  | CONT. | GANA   | CONT.  | GANA   | CONT. | GANA  | CONT. | GANA  | GANA  | GANA   | RIESGO | CONT. | CONT. | GANA   | ELIM. |        |       |        | GANA  |       |       |  |  |  |  |  |  |  |  |  |  |  |  |  |  |  |  |  |  |  |  |  |  |  |  |  |  |  |  |  |  |  |  |  |  |  |  |  |  |  |  |  |  |
| 6   |  |           | Blaineley |       |        |       |        |       |       |        |        |        |       |       |       |       |       |        |        |       | GANA  | CONT.  | ELIM. |        |       |        |       |       |       |  |  |  |  |  |  |  |  |  |  |  |  |  |  |  |  |  |  |  |  |  |  |  |  |  |  |  |  |  |  |  |  |  |  |  |  |  |  |  |  |  |  |
| 8   |  |           | Owen      | CONT. | CONT.  | CONT. | GANA   | CONT. | CONT. | CONT.  | CONT.  | CONT.  | GANA  | GANA  | CONT. | CONT. | CONT. | CONT.  | GANA   | GANA  | CONT. | ELIM.  |       |        |       |        |       |       |       |  |  |  |  |  |  |  |  |  |  |  |  |  |  |  |  |  |  |  |  |  |  |  |  |  |  |  |  |  |  |  |  |  |  |  |  |  |  |  |  |  |  |
| 9   |  | Gwen      | Gwen      | CONT. | GANA   | GANA  | CONT.  | GANA  | CONT. | GANA   | RIESGO | GANA   | CONT. | GANA  | CONT. | GANA  | GANA  | GANA   | ELIM.  |       |       |        |       |        |       |        |       |       |       |  |  |  |  |  |  |  |  |  |  |  |  |  |  |  |  |  |  |  |  |  |  |  |  |  |  |  |  |  |  |  |  |  |  |  |  |  |  |  |  |  |  |
| 10  |  | Tyler     | Tyler     | CONT. | CONT.  | CONT. | GANA   | CONT. | CONT. | CONT.  | CONT.  | CONT.  | GANA  | GANA  | CONT. | CONT. | CONT. | ELIM.  |        |       |       |        |       |        |       |        |       |       |       |  |  |  |  |  |  |  |  |  |  |  |  |  |  |  |  |  |  |  |  |  |  |  |  |  |  |  |  |  |  |  |  |  |  |  |  |  |  |  |  |  |  |
| 11  |  | Noah      | Noah      | CONT. | CONT.  | CONT. | GANA   | CONT. | CONT. | CONT.  | CONT.  | CONT.  | GANA  | GANA  | CONT. | ELIM. |       |        |        |       |       |        |       |        |       |        |       |       |       |  |  |  |  |  |  |  |  |  |  |  |  |  |  |  |  |  |  |  |  |  |  |  |  |  |  |  |  |  |  |  |  |  |  |  |  |  |  |  |  |  |  |
| 12  |  | DJ        | DJ        | GANA  | RIESGO | ELIM. | RIESGO | CONT. | CONT. | RIESGO | GANA   | RIESGO | GANA  | ELIM. |       |       |       |        |        |       |       |        |       |        |       |        |       |       |       |  |  |  |  |  |  |  |  |  |  |  |  |  |  |  |  |  |  |  |  |  |  |  |  |  |  |  |  |  |  |  |  |  |  |  |  |  |  |  |  |  |  |
| 13  |  | Izzy      | Izzy      | CONT. | CONT.  | CONT. | GANA   | CONT. | CONT. | CONT.  | CONT.  | CONT.  | GANA  | EVAC. |       |       |       |        |        |       |       |        |       |        |       |        |       |       |       |  |  |  |  |  |  |  |  |  |  |  |  |  |  |  |  |  |  |  |  |  |  |  |  |  |  |  |  |  |  |  |  |  |  |  |  |  |  |  |  |  |  |
| 14  |  | Lindsay   | Lindsay   | GANA  | CONT.  | CONT. | CONT.  | CONT. | CONT. | CONT.  | GANA   | ELIM.  |       |       |       |       |       |        |        |       |       |        |       |        |       |        |       |       |       |  |  |  |  |  |  |  |  |  |  |  |  |  |  |  |  |  |  |  |  |  |  |  |  |  |  |  |  |  |  |  |  |  |  |  |  |  |  |  |  |  |  |
| 15  |  | Leshawna  | Leshawna  | GANA  | CONT.  | CONT. | CONT.  | CONT. | CONT. | ELIM.  |        |        |       |       |       |       |       |        |        |       |       |        |       |        |       |        |       |       |       |  |  |  |  |  |  |  |  |  |  |  |  |  |  |  |  |  |  |  |  |  |  |  |  |  |  |  |  |  |  |  |  |  |  |  |  |  |  |  |  |  |  |
| 16  |  | Bridgette | Bridgette | GANA  | CONT.  | CONT. | ELIM.  |       |       |        |        |        |       |       |       |       |       |        |        |       |       |        |       |        |       |        |       |       |       |  |  |  |  |  |  |  |  |  |  |  |  |  |  |  |  |  |  |  |  |  |  |  |  |  |  |  |  |  |  |  |  |  |  |  |  |  |  |  |  |  |  |
| 17  |  | Harold    | Harold    | GANA  | CONT.  | ABAN. |        |       |       |        |        |        |       |       |       |       |       |        |        |       |       |        |       |        |       |        | GANA  |       |       |  |  |  |  |  |  |  |  |  |  |  |  |  |  |  |  |  |  |  |  |  |  |  |  |  |  |  |  |  |  |  |  |  |  |  |  |  |  |  |  |  |  |
| 18  |  | Ezekiel   | Ezekiel   | GANA  | ELIM.  |       |        |       |       |        |        |        |       |       |       | ELIM. |       |        |        |       |       |        |       |        |       |        |       |       |       |  |  |  |  |  |  |  |  |  |  |  |  |  |  |  |  |  |  |  |  |  |  |  |  |  |  |  |  |  |  |  |  |  |  |  |  |  |  |  |  |  |  |

Clave de color
     Finalista: Este concursante llegó a la final de la competencia.
     Gana: Este concursante ganó el desafío y/o fue inmune a la eliminación.
     Continua : Este concursante estaba a salvo de la eliminación.
     Riesgo: Este concursante estaba en riesgo de ser eliminado.
     Eliminado: Este concursante fue eliminado por el voto de sus compañeros.
     Eliminado: Este concursante fue eliminado por perder el desafio.
     Eliminado: Este concursante abandonó, fue evacuado o fue descalificado.
     Este concursante está fuera de la competencia.
| Heather   | —       | —      | —         | —        | Gwen    | —      | —      | —         | —      | —      | Courtney | Owen    | Blaineley | Duncan    | Sierra    | Alejandro |  |  |  |  |  |  |  |  |  |  |  |  |  |  |  |  |  |  |  |  |  |  |
| Alejandro | —       | —      | —         | —        | —       | —      | —      | Noah      | Duncan | Tyler  | —        | Owen    | Blaineley | Duncan    | Sierra    | Cody      |  |  |  |  |  |  |  |  |  |  |  |  |  |  |  |  |  |  |  |  |  |  |
| Cody      | —       | —      | —         | —        | Sierra  | —      | —      | —         | —      | —      | Sierra   | Sierra  | Sierra    | Sierra    | Sierra    | Alejandro |  |  |  |  |  |  |  |  |  |  |  |  |  |  |  |  |  |  |  |  |  |  |
| Sierra    | —       | —      | —         | —        | Heather | —      | —      | —         | —      | —      | Gwen     | Owen    | Courtney  | Heather   | Alejandro | Alejandro |  |  |  |  |  |  |  |  |  |  |  |  |  |  |  |  |  |  |  |  |  |  |
| Duncan    | —       | —      | —         | —        | —       | —      | —      | Noah      | ¿?     | Tyler  | —        | Owen    | Courtney  | Alejandro |           |           |  |  |  |  |  |  |  |  |  |  |  |  |  |  |  |  |  |  |  |  |  |  |
| Blaineley | —       | —      | —         | —        | —       | —      | —      | —         | —      | —      | —        | Sierra  | Courtney  |           |           |           |  |  |  |  |  |  |  |  |  |  |  |  |  |  |  |  |  |  |  |  |  |  |
| Courtney  | —       | —      | —         | —        | Heather | —      | —      | —         | —      | —      | Gwen     | Heather | Blaineley |           |           |           |  |  |  |  |  |  |  |  |  |  |  |  |  |  |  |  |  |  |  |  |  |  |
| Owen      | —       | —      | —         | —        | —       | —      | —      | Alejandro | ¿?     | Tyler  | —        | Heather |           |           |           |           |  |  |  |  |  |  |  |  |  |  |  |  |  |  |  |  |  |  |  |  |  |  |
| Gwen      | —       | —      | —         | —        | Heather | —      | —      | —         | —      | —      | Courtney |         |           |           |           |           |  |  |  |  |  |  |  |  |  |  |  |  |  |  |  |  |  |  |  |  |  |  |
| Tyler     | —       | —      | —         | —        | —       | —      | —      | Noah      | Duncan | Duncan |          |         |           |           |           |           |  |  |  |  |  |  |  |  |  |  |  |  |  |  |  |  |  |  |  |  |  |  |
| Noah      | —       | —      | —         | —        | —       | —      | —      | Alejandro |        |        |          |         |           |           |           |           |  |  |  |  |  |  |  |  |  |  |  |  |  |  |  |  |  |  |  |  |  |  |
| DJ        | ¿?      | DJ     | Bridgette | Leshawna | —       | Gana   | Perdió |           |        |        |          |         |           |           |           |           |  |  |  |  |  |  |  |  |  |  |  |  |  |  |  |  |  |  |  |  |  |  |
| Lindsay   | ¿?      | ¿?     | Bridgette | Leshawna | —       | Perdió |        |           |        |        |          |         |           |           |           |           |  |  |  |  |  |  |  |  |  |  |  |  |  |  |  |  |  |  |  |  |  |  |
| Leshawna  | Ezekiel | DJ     | Bridgette | DJ       |         |        |        |           |        |        |          |         |           |           |           |           |  |  |  |  |  |  |  |  |  |  |  |  |  |  |  |  |  |  |  |  |  |  |
| Bridgette | Ezekiel | Harold | DJ        |          |         |        |        |           |        |        |          |         |           |           |           |           |  |  |  |  |  |  |  |  |  |  |  |  |  |  |  |  |  |  |  |  |  |  |
| Harold    | Ezekiel | Harold |           |          |         |        |        |           |        |        |          |         |           |           |           |           |  |  |  |  |  |  |  |  |  |  |  |  |  |  |  |  |  |  |  |  |  |  |
| Ezekiel   | DJ      |        |           |          |         |        |        |           |        |        |          |         |           |           |           |           |  |  |  |  |  |  |  |  |  |  |  |  |  |  |  |  |  |  |  |  |  |  |

## Episodios
Drama Total Gira Mundial es una serie de televisión animada canadiense que se estrenó el 10 de junio de 2010 a las 8:30 p. m. ET en Teletoon y se estrenó el 21 de junio de 2010 a las 9:00 p. m. ET en Cartoon Network. Se emitió en ABC3 a las 6:40 a. m. en Australia.
| Temporada | Episodios | País           | Canal           | Primera emisión      | Última emisión      |
| --------- | --------- | -------------- | --------------- | -------------------- | ------------------- |
| 3         | 26        | Australia      | ABC3            | 28 de julio de 2010  | 30 de abril de 2011 |
| 3         | 26        | Canadá         | Teletoon        | 10 de junio de 2010  | 24 de abril de 2011 |
| 3         | 26        | Estados Unidos | Cartoon Network | 21 de junio de 2010  | 8 de mayo de 2011   |
| 3         | 26        | Hispanoamérica | Cartoon Network | 6 de febrero de 2011 | 30 de julio de 2011 |

## Producción
El 18 de junio de 2009, los productores, Fresh TV Inc., le dijeron a Teletoon que ordene nuevos episodios de Total Drama para una próxima tercera temporada. Esta temporada se llamaría Drama Total: El Musical cuando entrara en producción por primera vez. Keith Oliver y Chad Hicks (dos nuevos escritores) dirigieron esta nueva temporada mientras que los dos nuevos actores de voz, Marco Grazzini y Annick Obonsawin tuvieron que ser contratados si querían poner voz a los dos nuevos personajes, Alejandro y Sierra. El título de la temporada se cambió más tarde al título actual, Drama Total Gira Mundial en 2010 debido a que el canto ya no era el enfoque principal para esta temporada.

### Finales alternativos
Los productores del programa crean dos finales alternativos para el episodio final, de modo que el ganador visto en las transmisiones de un país es el segundo lugar en otros países (y viceversa) donde se transmite el programa. Heather fue presentada como la primera ganadora cuando Australia transmitió la temporada por primera vez en todo el mundo. Heather también fue presentada como la ganadora en las transmisiones de Brasil, Cataluña, Francia, Israel, Italia, América Latina, Nueva Zelanda, Noruega, Filipinas, Portugal, Serbia, Singapur, España y en los Estados Unidos. Canadá luego emitió a Alejandro como ganador oficial, que luego se emitió en Bulgaria, Croacia, Dinamarca, Finlandia, Hungría, los Países Bajos, Polonia, Rumania, Rusia, Sudáfrica y en Suecia.

## Recepción

### Premios y reconocimientos
Total Drama World Tour ganó numerosos premios en 2011, como los Premios ToonZone y los Premios KidScreen. En los premios ToonZone, ganó como "Mejor serie extranjera", "Mejor banda sonora en una serie de TV" y "Mejor actriz de voz" para Annick Obonsawin. Además, fue nominado para la "Mejor canción original" por Oh My Izzy (cantada por Scott McCord y Megan Fahlenbock) y como "Mejor actor de voz" por Carter Hayden. En los premios KidScreen 2011, la temporada ganó como "Mejor serie animada", "Mejor talento de voz" y "Mejor programa de preadolescentes y adolescentes".

### Recepción de la crítica
A pesar de los muchos elogios y la enorme aclamación de la crítica, algunos eventos de esta temporada fueron duramente criticados, como el bajo uso de personajes que tenían papeles más pequeños en las temporadas anteriores, y el uso excesivo de personajes que ya habían ganado una temporada anterior o, al menos, llegaron muy lejos esta temporada. Otros aspectos que tuvieron una recepción negativa fueron Ezekiel convirtiéndose en un monstruo salvaje, la constante racha perdedora del Equipo Victoria y el triángulo de amor entre Duncan, Courtney y Gwen. El triángulo amoroso finalmente fue abordado en un video con los creadores del programa en el canal de YouTube de Christian Potenza, revelando que la separación de Duncan y Courtney era en realidad una solicitud de red, en lugar de una decisión por parte del creador. Drama Total Gira Mundial actualmente tiene un 7.8 en Metacritic, que indica "críticas generalmente favorables".

## Media

### Lanzamientos de DVD
Australia es el único país que lanzó Total Drama World Tour en video casero, que se lanzó en un DVD de la Región 4. La primera parte de la temporada se lanzó en un DVD de Colección 1 el 3 de abril de 2013, mientras que la segunda mitad de la temporada se lanzó en un DVD de Colección 2 el 7 de agosto de 2013.

### Sitio web
Teletoon organizó un sitio web basado en Drama Total Gira Mundial a partir de 2010 llamado Drama Total En Línea, donde las personas podían jugar juegos y ganar insignias para ganar premios, pero solo estaba disponible en Canadá. El sitio fue reemplazado por juegos universales disponibles para todos en 2013, pero eliminó todas las características especiales del sitio.